# Ericeia biplagiella
Ericeia biplagiella är en fjärilsart som beskrevs av Pierre E.L. Viette 1966. Ericeia biplagiella ingår i släktet Ericeia och familjen nattflyn. Inga underarter finns listade i Catalogue of Life.